# Jana Nikolovska
Jana Nikolovska (mazedonisch Јана Николовска; * 12. September 1979 in Skopje, Jugoslawien) ist eine ehemalige nordmazedonische Skirennläuferin.

## Karriere
Nikolovska gab ihr internationales Renndebüt am 4. April 1995 bei einem FIS-Slalom in La Thuile. Ihr erstes internationales Großereignis bestritt sie knapp zwei Jahre später bei den Juniorenweltmeisterschaften in Schladming. Dort belegte sie als bestes Ergebnis den 56. Platz im Riesenslalom.
1998 nahm sie als erste Frau für Nordmazedonien an Olympischen Winterspielen teil. Bei den Wettkämpfen in Nagano belegte sie Rang 33 im Riesenslalom.
Ihre ersten Weltmeisterschaften bestritt Nikolovska im Jahr 2001 in St. Anton am Arlberg, wobei sie Platz 41 im Slalom erreichte.
Abgesehen von internationalen Großereignissen startete Nikolovska hauptsächlich bei FIS-Rennen.
Ihr letztes internationales Rennen sollte sie bei den Olympischen Winterspielen 2002 in Salt Lake City bestreiten, wobei sie jedoch schließlich nicht zum Start im Riesenslalom antrat.
Danach ist sie nicht mehr als Rennläuferin in Erscheinung getreten.

## Erfolge

### Olympische Winterspiele
- Nagano 1998: 33. Riesenslalom
- Salt Lake City 2002: DNS Riesenslalom

### Weltmeisterschaften
- St. Anton 2001: 41. Slalom, DNF Riesenslalom

### Juniorenweltmeisterschaften
- Schladming 1997: 56. Riesenslalom, DNF Slalom
- Haute-Savoie 1998: 82. Riesenslalom, DNF Slalom

### Weitere Erfolge
- 3 Platzierungen unter den besten 10 bei FIS-Rennen